# Liste des monuments historiques du Var
Cet article recense les monuments historiques du Var, en France.
- Pour les monuments historiques de la commune de Fréjus, voir la liste des monuments historiques de Fréjus.
- Pour les monuments historiques de la commune de Hyères, voir la liste des monuments historiques d'Hyères.
- Pour les monuments historiques de la commune de Toulon, voir la liste des monuments historiques de Toulon.

## Statistiques
Au 30 juillet 2025, le Var compte 344 édifices comportant au moins une protection au titre des monuments historiques, dont 93 sont classés et 263 sont inscrits. Le total des monuments classés et inscrits est supérieur au nombre total de monuments protégés car plusieurs d'entre eux sont à la fois classés et inscrits.
- Haut – A
- B
- C
- D
- E
- F
- G
- H
- I
- J
- K
- L
- M
- N
- O
- P
- Q
- R
- S
- T
- U
- V
- W
- X
- Y
- Z

## Liste
| Monument                                                                                                   | Commune                                     | Adresse                                                                           | Coordonnées                                    | Notice                                         | Protection                                     | Date                                           | Illustration                                                                                              |
| --- | ------------------------------------------- | --------------------------------------------------------------------------------- | ---------------------------------------------- | ---------------------------------------------- | ---------------------------------------------- | ---------------------------------------------- | --- |
| Château d'Aiguines communs, jardin, tour                                                                   | Aiguines                                    |                                                                                   | 43° 46′ 24″ nord, 6° 14′ 31″ est               | « PA00125718 »                                 | Inscrit Classé                                 | 1993 1995                                      | Château d'Aiguinescommuns, jardin, tour                                                                   |
| Chapelle Notre-Dame de Spéluque décor intérieur                                                            | Ampus                                       |                                                                                   | 43° 37′ 26″ nord, 6° 21′ 53″ est               | « PA00081524 »                                 | Classé                                         | 1990                                           | Chapelle Notre-Dame de Spéluquedécor intérieur                                                            |
| Chapelle Sainte-Roseline                                                                                   | Les Arcs                                    | 1585-1899 route de Sainte-Roseline                                                | 43° 28′ 26″ nord, 6° 30′ 48″ est               | « PA00081525 »                                 | Classé Inscrit                                 | 1980                                           | Chapelle Sainte-Roseline                                                                                  |
| Château de Taurenne                                                                                        | Aups                                        | Route de Tourtour                                                                 | 43° 37′ 18″ nord, 6° 14′ 32″ est               | « PA00081780 »                                 | Inscrit                                        | 1989                                           | Château de Taurenne                                                                                       |
| Église Saint-Pancrace d'Aups                                                                               | Aups                                        |                                                                                   | 43° 37′ 39″ nord, 6° 13′ 29″ est               | « PA00081526 »                                 | Inscrit                                        | 1971                                           | Église Saint-Pancrace d'Aups                                                                              |
| Fabrique de l'Abbé Jean                                                                                    | Aups                                        | Route de Tourtour                                                                 | 43° 37′ 33″ nord, 6° 13′ 45″ est               | « PA00081527 »                                 | Inscrit                                        | 1949                                           | Image manquante Téléverser                                                                                |
| Maison élévation, cadran solaire                                                                           | Aups                                        | Rue Voltaire                                                                      | 43° 37′ 39″ nord, 6° 13′ 34″ est               | « PA00081528 »                                 | Inscrit                                        | 1949                                           | Maisonélévation, cadran solaire                                                                           |
| Tour de l'Horloge                                                                                          | Aups                                        | Rue de l'Horloge                                                                  | 43° 37′ 44″ nord, 6° 13′ 28″ est               | « PA00081529 »                                 | Inscrit Classé                                 | 1947 1948                                      | Tour de l'Horloge                                                                                         |
| Chapelle Saint-Denis de Bagnols-en-Forêt                                                                   | Bagnols-en-Forêt                            |                                                                                   | 43° 32′ 30″ nord, 6° 40′ 46″ est               | « PA00081530 »                                 | Inscrit                                        | 1974                                           | Chapelle Saint-Denis de Bagnols-en-Forêt                                                                  |
| Église Saint-François-de-Sales de Bandol place, fontaine, clocher, élévation, sol                          | Bandol                                      |                                                                                   | 43° 08′ 12″ nord, 5° 45′ 16″ est               | « PA00081531 »                                 | Inscrit                                        | 1990                                           | Église Saint-François-de-Sales de Bandolplace, fontaine, clocher, élévation, sol                          |
| Chapelle Notre-Dame-des-Sept-Douleurs de Bargème                                                           | Bargème                                     |                                                                                   | 43° 43′ 51″ nord, 6° 34′ 14″ est               | « PA00081532 »                                 | Inscrit                                        | 1988                                           | Chapelle Notre-Dame-des-Sept-Douleurs de Bargème                                                          |
| Église Saint-Laurent de Bargème                                                                            | Bargème                                     |                                                                                   | 43° 43′ 48″ nord, 6° 34′ 21″ est               | « PA00081533 »                                 | Inscrit                                        | 1987                                           | Église Saint-Laurent de Bargème                                                                           |
| Église Saint-Nicolas de Bargème                                                                            | Bargème                                     |                                                                                   | 43° 43′ 48″ nord, 6° 34′ 22″ est               | « PA00081794 »                                 | Inscrit                                        | 1988                                           | Église Saint-Nicolas de Bargème                                                                           |
| Remparts de Bargème enceinte, porte                                                                        | Bargème                                     |                                                                                   | 43° 43′ 47″ nord, 6° 34′ 19″ est               | « PA00081534 »                                 | Inscrit                                        | 1992                                           | Remparts de Bargèmeenceinte, porte                                                                        |
| Église Notre-Dame de Favas                                                                                 | Bargemon                                    |                                                                                   | 43° 37′ 11″ nord, 6° 33′ 04″ est               | « PA00081535 »                                 | Inscrit                                        | 1972                                           | Église Notre-Dame de Favas                                                                                |
| Fontaine de Bargemon place                                                                                 | Bargemon                                    |                                                                                   | 43° 37′ 11″ nord, 6° 33′ 03″ est               | « PA00081536 »                                 | Classé                                         | 1945                                           | Fontaine de Bargemonplace                                                                                 |
| Monument aux morts de Bargemon                                                                             | Bargemon                                    | Rue Jean-Jaurès                                                                   | 43° 37′ 11″ nord, 6° 33′ 05″ est               | « PA83000022 »                                 | Inscrit                                        | 2010                                           | Image manquante Téléverser                                                                                |
| Collégiale Notre-Dame de Barjols église, chapelle, cloître, galerie                                        | Barjols                                     |                                                                                   | 43° 33′ 26″ nord, 6° 00′ 30″ est               | « PA00081537 »                                 | Classé                                         | 1979                                           | Collégiale Notre-Dame de Barjolséglise, chapelle, cloître, galerie                                        |
| Maison du Marquis de Pontevès porte, trompe                                                                | Barjols                                     | Rue des Augustins                                                                 | 43° 33′ 24″ nord, 6° 00′ 32″ est               | « PA00081538 »                                 | Classé                                         | 1921                                           | Maison du Marquis de Pontevèsporte, trompe                                                                |
| Prieuré de Valmogne chapelle, toiture                                                                      | Baudinard-sur-Verdon                        |                                                                                   | 43° 43′ 13″ nord, 6° 06′ 53″ est               | « PA00081539 »                                 | Inscrit                                        | 1973                                           | Prieuré de Valmognechapelle, toiture                                                                      |
| Chapelle Notre-Dame de Beauvoir                                                                            | Le Beausset                                 | Le Vieux Beausset                                                                 | 43° 11′ 06″ nord, 5° 48′ 18″ est               | « PA00081540 »                                 | Inscrit                                        | 1970                                           | Chapelle Notre-Dame de Beauvoir                                                                           |
| Château de Peirsec de Belgentier                                                                           | Belgentier                                  | 19, rue Peirsec                                                                   | 43° 14′ 40″ nord, 5° 59′ 54″ est               | « PA83000030 »                                 | Inscrit                                        | 2014                                           | Image manquante Téléverser                                                                                |
| Église Notre-Dame-de-l'Assomption de Belgentier                                                            | Belgentier                                  |                                                                                   | 43° 14′ 42″ nord, 6° 00′ 01″ est               | « PA00081541 »                                 | Inscrit                                        | 1987                                           | Église Notre-Dame-de-l'Assomption de Belgentier                                                           |
| Beffroi de Besse-sur-Issole                                                                                | Besse-sur-Issole                            |                                                                                   | 43° 20′ 59″ nord, 6° 10′ 37″ est               | « PA00081542 »                                 | Inscrit                                        | 1941                                           | Beffroi de Besse-sur-Issole                                                                               |
| Fontaine de la place de la Mairie                                                                          | Besse-sur-Issole                            | Place de la Mairie                                                                | 43° 20′ 59″ nord, 6° 10′ 37″ est               | « PA00081544 »                                 | Inscrit                                        | 1941                                           | Fontaine de la place de la Mairie                                                                         |
| Fontaine de la rue de l'Abreuvoir                                                                          | Besse-sur-Issole                            | Rue de l'Abreuvoir                                                                | 43° 20′ 58″ nord, 6° 10′ 37″ est               | « PA00081543 »                                 | Inscrit                                        | 1941                                           | Fontaine de la rue de l'Abreuvoir                                                                         |
| Chapelle Saint-François-de-Paule de Bormes-les-Mimosas                                                     | Bormes-les-Mimosas                          |                                                                                   | 43° 09′ 05″ nord, 6° 20′ 40″ est               | « PA00081545 »                                 | Inscrit                                        | 1963                                           | Chapelle Saint-François-de-Paule de Bormes-les-Mimosas                                                    |
| Château des seigneurs de Foz                                                                               | Bormes-les-Mimosas                          |                                                                                   | 43° 09′ 07″ nord, 6° 20′ 27″ est               | « PA00081546 »                                 | Inscrit                                        | 1931                                           | Château des seigneurs de Foz                                                                              |
| Église Saint-Trophyme de Bormes-les-Mimosas                                                                | Bormes-les-Mimosas                          |                                                                                   | 43° 09′ 07″ nord, 6° 20′ 33″ est               | « PA00081547 »                                 | Inscrit                                        | 1973                                           | Église Saint-Trophyme de Bormes-les-Mimosas                                                               |
| Fort de Brégançon terrain, île                                                                             | Bormes-les-Mimosas                          | La Malherbe                                                                       | 43° 05′ 36″ nord, 6° 19′ 20″ est               | « PA00081548 »                                 | Classé                                         | 1968                                           | Fort de Brégançonterrain, île                                                                             |
| Chapelle Sainte-Anne du Bourguet                                                                           | Le Bourguet                                 |                                                                                   | 43° 47′ 18″ nord, 6° 31′ 11″ est               | « PA00081549 »                                 | Inscrit                                        | 1971                                           | Image manquante Téléverser                                                                                |
| Chapelle des Templiers de Bras                                                                             | Bras                                        |                                                                                   | 43° 28′ 13″ nord, 5° 57′ 02″ est               | « PA00081550 »                                 | Inscrit                                        | 1957                                           | Chapelle des Templiers de Bras                                                                            |
| Chapelle Sainte-Catherine de Brignoles (détruite)                                                          | Brignoles                                   |                                                                                   | 43° 24′ 19″ nord, 6° 03′ 48″ est               | « PA00081551 »                                 | Inscrit                                        | 1948                                           | Image manquante Téléverser                                                                                |
| Château de Saint-Christophe                                                                                | Brignoles                                   | Route de Vins-sur-Caramy                                                          | 43° 25′ 12″ nord, 6° 07′ 20″ est               | « PA00081555 »                                 | Inscrit                                        | 1984                                           | Château de Saint-Christophe                                                                               |
| Dolmen des Adrets (no 1)                                                                                   | Brignoles                                   |                                                                                   | 43° 25′ 40″ nord, 6° 03′ 35″ est               | « PA00081552 »                                 | Inscrit                                        | 1988                                           | Dolmen des Adrets (no 1)                                                                                  |
| Dolmen des Adrets (no 2)                                                                                   | Brignoles                                   |                                                                                   | 43° 25′ 29″ nord, 6° 03′ 36″ est               | « PA00081552 »                                 | Inscrit                                        | 1988                                           | Dolmen des Adrets (no 2)                                                                                  |
| Dolmen des Adrets (no 3)                                                                                   | Brignoles                                   |                                                                                   | 43° 25′ 30″ nord, 6° 03′ 17″ est               | « PA00081553 »                                 | Inscrit                                        | 1988                                           | Dolmen des Adrets (no 3)                                                                                  |
| Dolmen des Adrets (no 4)                                                                                   | Brignoles                                   |                                                                                   | 43° 25′ 26″ nord, 6° 03′ 18″ est               | « PA00081554 »                                 | Classé                                         | 1988                                           | Dolmen des Adrets (no 4)                                                                                  |
| Église Saint-Sauveur de Brignoles porte, vantail                                                           | Brignoles                                   |                                                                                   | 43° 24′ 19″ nord, 6° 03′ 43″ est               | « PA00081556 »                                 | Inscrit                                        | 1926                                           | Église Saint-Sauveur de Brignolesporte, vantail                                                           |
| Hospice Saint-Jean de Brignoles porte                                                                      | Brignoles                                   | Rue de l'Hôpital                                                                  | 43° 24′ 18″ nord, 6° 03′ 52″ est               | « PA00081557 »                                 | Inscrit                                        | 1926                                           | Hospice Saint-Jean de Brignolesporte                                                                      |
| Hôtel Clavier                                                                                              | Brignoles                                   | Rue du Palais                                                                     | 43° 24′ 18″ nord, 6° 03′ 44″ est               | « PA00081558 »                                 | Inscrit                                        | 1987                                           | Hôtel Clavier                                                                                             |
| Maison Romane                                                                                              | Brignoles                                   | Rue des Lanciers                                                                  | 43° 24′ 16″ nord, 6° 03′ 41″ est               | « PA00081559 »                                 | Classé                                         | 1921                                           | Maison Romane                                                                                             |
| Palais des comtes de Provence                                                                              | Brignoles                                   | Place des Comtes-de-Provence                                                      | 43° 24′ 15″ nord, 6° 03′ 42″ est               | « PA00081560 »                                 | Inscrit                                        | 1987                                           | Palais des comtes de Provence                                                                             |
| Chapelle Notre-Dame de Brue-Auriac                                                                         | Brue-Auriac                                 |                                                                                   | 43° 31′ 13″ nord, 5° 56′ 29″ est               | « PA00081561 »                                 | Inscrit                                        | 1971                                           | Chapelle Notre-Dame de Brue-Auriac                                                                        |
| Pigeonnier de Roux de Corse                                                                                | Brue-Auriac                                 | Le Pigeonnier Route de Barjols                                                    | 43° 31′ 41″ nord, 5° 56′ 58″ est               | « PA83000016 »                                 | Inscrit                                        | 2004                                           | Pigeonnier de Roux de Corse                                                                               |
| Dolmen de la Gastée                                                                                        | Cabasse                                     |                                                                                   | 43° 25′ 30″ nord, 6° 14′ 38″ est               | « PA00081562 »                                 | Inscrit                                        | 1988                                           | Dolmen de la Gastée                                                                                       |
| Peïro Plantado                                                                                             | Cabasse                                     | La Pierre Plantée                                                                 | 43° 24′ 56″ nord, 6° 11′ 41″ est               | « PA00081563 »                                 | Classé                                         | 1889                                           | Peïro Plantado                                                                                            |
| Chapelle Saint-Côme-et-Saint-Damien de La Cadière-d'Azur                                                   | La Cadière-d'Azur                           | Saint-Côme                                                                        | 43° 11′ 04″ nord, 5° 44′ 18″ est               | « PA00081564 »                                 | Inscrit                                        | 1981                                           | Chapelle Saint-Côme-et-Saint-Damien de La Cadière-d'Azur                                                  |
| Fontaine Saint-Jean                                                                                        | La Cadière-d'Azur                           |                                                                                   | 43° 11′ 55″ nord, 5° 48′ 05″ est               | « PA00081565 »                                 | Inscrit                                        | 1975                                           | Fontaine Saint-Jean                                                                                       |
| Chapelle de la Trinité de Callas                                                                           | Callas                                      |                                                                                   | 43° 34′ 21″ nord, 6° 33′ 11″ est               | « PA00081566 »                                 | Inscrit                                        | 1974                                           | Chapelle de la Trinité de Callas                                                                          |
| Chapelle Notre-Dame-des-Roses de Callian                                                                   | Callian                                     | Les Chenevrières                                                                  | 43° 36′ 56″ nord, 6° 44′ 45″ est               | « PA00081567 »                                 | Inscrit                                        | 1984                                           | Image manquante Téléverser                                                                                |
| Église Notre-Dame de l'Assomption de Callian                                                               | Callian                                     | Place Saint-Antoine                                                               | 43° 37′ 23″ nord, 6° 45′ 16″ est               | « PA83000031 »                                 | Inscrit                                        | 2014                                           | Image manquante Téléverser                                                                                |
| Église Saint-Michel du Vieux-Canet                                                                         | Le Cannet-des-Maures                        |                                                                                   | 43° 24′ 04″ nord, 6° 20′ 55″ est               | « PA00081568 »                                 | Classé                                         | 1862                                           | Église Saint-Michel du Vieux-Canet                                                                        |
| Pont médiéval sur l'Aille                                                                                  | Le Cannet-des-Maures                        | Entre Le Luc et La Garde-Freinet                                                  | 43° 21′ 29″ nord, 6° 23′ 38″ est               | « PA00081569 »                                 | Inscrit                                        | 1943                                           | Image manquante Téléverser                                                                                |
| Chapelle Notre-Dame de Carami                                                                              | Carcès                                      | La Pie Qui Chante                                                                 | 43° 28′ 05″ nord, 6° 11′ 29″ est               | « PA00081570 »                                 | Inscrit                                        | 1988                                           | Chapelle Notre-Dame de Carami                                                                             |
| Château du Castellet                                                                                       | Le Castellet                                |                                                                                   | 43° 12′ 12″ nord, 5° 46′ 35″ est               | « PA00081571 »                                 | Inscrit                                        | 1939                                           | Château du Castellet                                                                                      |
| Église de la Transfiguration-du-Sauveur du Castellet                                                       | Le Castellet                                |                                                                                   | 43° 12′ 12″ nord, 5° 46′ 35″ est               | « PA00081572 »                                 | Inscrit                                        | 1939                                           | Église de la Transfiguration-du-Sauveur du Castellet                                                      |
| Oratoire de la Tour-du-Bon                                                                                 | Le Castellet                                | Domaine de la Tour-du-Bon                                                         | 43° 12′ 52″ nord, 5° 46′ 06″ est               | « PA00081573 »                                 | Inscrit                                        | 1939                                           | Oratoire de la Tour-du-Bon                                                                                |
| Remparts du Castellet                                                                                      | Le Castellet                                |                                                                                   | 43° 12′ 13″ nord, 5° 46′ 36″ est               | « PA00081574 »                                 | Inscrit                                        | 1939                                           | Remparts du Castellet                                                                                     |
| Oppidum de Montjean                                                                                        | Cavalaire-sur-Mer                           |                                                                                   | 43° 12′ 01″ nord, 6° 30′ 48″ est               | « PA83000001 »                                 | Inscrit                                        | 1996                                           | Image manquante Téléverser                                                                                |
| Abbaye de La Celle église                                                                                  | La Celle                                    |                                                                                   | 43° 23′ 39″ nord, 6° 02′ 23″ est               | « PA00081575 »                                 | Classé                                         | 1886                                           | Abbaye de La Celleéglise                                                                                  |
| Chapelle de la Gayolle                                                                                     | La Celle                                    |                                                                                   | 43° 23′ 54″ nord, 5° 58′ 41″ est               | « PA00081576 »                                 | Classé                                         | 1952                                           | Image manquante Téléverser                                                                                |
| Tour sarrasine                                                                                             | Châteaudouble                               |                                                                                   | 43° 35′ 46″ nord, 6° 27′ 09″ est               | « PA00081577 »                                 | Inscrit                                        | 1973                                           | Tour sarrasine                                                                                            |
| Chartreuse de la Verne                                                                                     | Collobrières                                |                                                                                   | 43° 14′ 09″ nord, 6° 24′ 04″ est               | « PA00081578 »                                 | Classé                                         | 1976                                           | Chartreuse de la Verne                                                                                    |
| Église Saint-Pons de Collobrières                                                                          | Collobrières                                |                                                                                   | 43° 14′ 07″ nord, 6° 18′ 35″ est               | « PA00081579 »                                 | Inscrit                                        | 1975                                           | Église Saint-Pons de Collobrières                                                                         |
| Menhirs de la Ferme Lambert                                                                                | Collobrières                                |                                                                                   | 43° 12′ 59″ nord, 6° 20′ 16″ est               | « PA00081580 »                                 | Inscrit                                        | 1988                                           | Menhirs de la Ferme Lambert                                                                               |
| Chapelle Saint-Didier de Comps-sur-Artuby                                                                  | Comps-sur-Artuby                            |                                                                                   | 43° 42′ 48″ nord, 6° 30′ 10″ est               | « PA00081582 »                                 | Inscrit                                        | 1926                                           | Chapelle Saint-Didier de Comps-sur-Artuby                                                                 |
| Chapelle Saint-Jean de Comps-sur-Artuby                                                                    | Comps-sur-Artuby                            |                                                                                   | 43° 42′ 37″ nord, 6° 30′ 40″ est               | « PA00081583 »                                 | Inscrit                                        | 1926                                           | Chapelle Saint-Jean de Comps-sur-Artuby                                                                   |
| Chapelle des Templiers de Comps-sur-Artuby                                                                 | Comps-sur-Artuby                            |                                                                                   | 43° 42′ 37″ nord, 6° 30′ 40″ est               | « PA00081581 »                                 | Classé                                         | 1891                                           | Chapelle des Templiers de Comps-sur-Artuby                                                                |
| Pont sur l'Artuby                                                                                          | Comps-sur-Artuby                            |                                                                                   | 43° 42′ 59″ nord, 6° 31′ 51″ est               | « PA00081781 »                                 | Inscrit                                        | 1990                                           | Pont sur l'Artuby                                                                                         |
| Fontaine du lavoir                                                                                         | Cotignac                                    | Cours Gambetta                                                                    | 43° 31′ 37″ nord, 6° 08′ 58″ est               | « PA00081584 »                                 | Inscrit                                        | 1948                                           | Fontaine du lavoir                                                                                        |
| Fontaine des Quatre-Saisons                                                                                | Cotignac                                    | Cours Gambetta                                                                    | 43° 31′ 36″ nord, 6° 08′ 58″ est               | « PA00081585 »                                 | Inscrit                                        | 1949                                           | Fontaine des Quatre-Saisons                                                                               |
| Aqueduc des Cinq-Ponts                                                                                     | Cuers                                       | Chemin de Valcros                                                                 | 43° 14′ 25″ nord, 6° 03′ 54″ est               | « PA00081586 »                                 | Inscrit                                        | 1976                                           | Aqueduc des Cinq-Ponts                                                                                    |
| Oppidum de Cuers enceinte                                                                                  | Cuers                                       | L'Adrech du Castellas                                                             | 43° 14′ 16″ nord, 6° 04′ 20″ est               | « PA00081587 »                                 | Inscrit                                        | 1977                                           | Image manquante Téléverser                                                                                |
| Chapelle Saint-Hermentaire                                                                                 | Draguignan                                  | Chemin de Saint-Hermentaire                                                       | 43° 31′ 44″ nord, 6° 27′ 17″ est               | « PA00081790 »                                 | Inscrit Classé                                 | 1991 2014                                      | Chapelle Saint-Hermentaire                                                                                |
| Chapelle Saint-Sauveur de Draguignan                                                                       | Draguignan                                  | Montée de l'Horloge                                                               | 43° 32′ 22″ nord, 6° 28′ 00″ est               | « PA00125719 »                                 | Inscrit                                        | 1993                                           | Chapelle Saint-Sauveur de Draguignan                                                                      |
| Couvent des Capucins de Draguignan                                                                         | Draguignan                                  | Boulevard Joseph-Collomp                                                          | 43° 32′ 32″ nord, 6° 27′ 51″ est               | « PA83000032 »                                 | Inscrit                                        | 2014                                           | Image manquante Téléverser                                                                                |
| Maison de la Reine Jeanne                                                                                  | Draguignan                                  | 48, rue de Trans                                                                  | 43° 32′ 15″ nord, 6° 28′ 04″ est               | « PA00081589 »                                 | Inscrit                                        | 1926                                           | Image manquante Téléverser                                                                                |
| Maisons médiévales de Draguignan                                                                           | Draguignan                                  | 12-14, 16-18, rue Juiverie                                                        | 43° 32′ 24″ nord, 6° 27′ 54″ est               | « PA83000002 »                                 | Inscrit                                        | 1996                                           | Maisons médiévales de Draguignan                                                                          |
| Menhir de Draguignan                                                                                       | Draguignan                                  | 19, rue Frédéric-Mireur                                                           | 43° 32′ 21″ nord, 6° 27′ 50″ est               | « PA00081590 »                                 | Classé                                         | 1969                                           | Image manquante Téléverser                                                                                |
| Pierre de la Fée                                                                                           | Draguignan                                  | Morgay                                                                            | 43° 32′ 41″ nord, 6° 27′ 11″ est               | « PA00081588 »                                 | Classé                                         | 1889                                           | Pierre de la Fée                                                                                          |
| Tour de l'Horloge                                                                                          | Draguignan                                  |                                                                                   | 43° 32′ 23″ nord, 6° 28′ 00″ est               | « PA00081591 »                                 | Inscrit                                        | 1926                                           | Tour de l'Horloge                                                                                         |
| Vestiges archéologiques de Draguignan                                                                      | Draguignan                                  | Chemin de Saint-Hermentaire                                                       | 43° 31′ 45″ nord, 6° 27′ 15″ est               | « PA00081592 »                                 | Inscrit                                        | 1951                                           | Image manquante Téléverser                                                                                |
| Chapelle Notre-Dame-de-l'Aube                                                                              | Entrecasteaux                               |                                                                                   | 43° 30′ 39″ nord, 6° 14′ 05″ est               | « PA00081593 »                                 | Classé                                         | 1980                                           | Chapelle Notre-Dame-de-l'Aube                                                                             |
| Château d'Entrecasteaux                                                                                    | Entrecasteaux                               |                                                                                   | 43° 30′ 56″ nord, 6° 14′ 35″ est               | « PA00081594 »                                 | Inscrit                                        | 1988                                           | Château d'Entrecasteaux                                                                                   |
| Chapelle Notre-Dame du Revest                                                                              | Esparron                                    |                                                                                   | 43° 35′ 37″ nord, 5° 50′ 24″ est               | « PA00081595 »                                 | Inscrit                                        | 1926                                           | Chapelle Notre-Dame du Revest                                                                             |
| Château d'Esparron                                                                                         | Esparron                                    |                                                                                   | 43° 35′ 26″ nord, 5° 51′ 00″ est               | « PA00081596 »                                 | Inscrit                                        | 1984                                           | Image manquante Téléverser                                                                                |
| Chapelle Notre-Dame-des-Cyprès de Fayence                                                                  | Fayence                                     |                                                                                   | 43° 37′ 15″ nord, 6° 40′ 38″ est               | « PA00081597 »                                 | Inscrit                                        | 1968                                           | Image manquante Téléverser                                                                                |
| Église Saint-Jean-Baptiste de Fayence                                                                      | Fayence                                     |                                                                                   | 43° 37′ 24″ nord, 6° 41′ 45″ est               | « PA00081598 »                                 | Inscrit                                        | 1967                                           | Église Saint-Jean-Baptiste de Fayence                                                                     |
| Porte de ville                                                                                             | Fayence                                     |                                                                                   | 43° 37′ 26″ nord, 6° 41′ 41″ est               | « PA00081599 »                                 | Inscrit                                        | 1926                                           | Image manquante Téléverser                                                                                |
| Chapelle Notre-Dame-de-l'Olivier de Figanières                                                             | Figanières                                  |                                                                                   | 43° 33′ 56″ nord, 6° 30′ 11″ est               | « PA00081600 »                                 | Inscrit                                        | 1946                                           | Image manquante Téléverser                                                                                |
| Domaine des Treilles                                                                                       | Flayosc                                     |                                                                                   | 43° 34′ 19″ nord, 6° 19′ 56″ est               | « PA83000020 »                                 | Inscrit                                        | 2009                                           | Domaine des Treilles                                                                                      |
| Fontaine de Flayosc                                                                                        | Flayosc                                     | Place de la République                                                            | 43° 32′ 01″ nord, 6° 23′ 47″ est               | « PA00081601 »                                 | Inscrit                                        | 1926                                           | Fontaine de Flayosc                                                                                       |
| Château de Forcalqueiret                                                                                   | Forcalqueiret                               | Le Castellard                                                                     | 43° 20′ 30″ nord, 6° 05′ 22″ est               | « PA00081602 »                                 | Inscrit                                        | 1966                                           | Château de Forcalqueiret                                                                                  |
| | Fréjus                                      | Voir liste des monuments historiques de Fréjus                                    | Voir liste des monuments historiques de Fréjus | Voir liste des monuments historiques de Fréjus | Voir liste des monuments historiques de Fréjus | Voir liste des monuments historiques de Fréjus | Voir liste des monuments historiques de Fréjus                                                            |
| Chapelle Notre-Dame de La Garde                                                                            | La Garde                                    |                                                                                   | 43° 07′ 31″ nord, 6° 00′ 51″ est               | « PA00081627 »                                 | Classé                                         | 1916                                           | Chapelle Notre-Dame de La Garde                                                                           |
| Chapelle Saint-Charles-Borromée de la Pauline                                                              | La Garde                                    |                                                                                   | 43° 08′ 17″ nord, 6° 01′ 51″ est               | « PA00081628 »                                 | Inscrit                                        | 1988                                           | Chapelle Saint-Charles-Borromée de la Pauline                                                             |
| Oratoire Saint-Maur de La Garde                                                                            | La Garde                                    | Chemin de la Chapelle                                                             | 43° 07′ 30″ nord, 6° 00′ 45″ est               | « PA00081629 »                                 | Inscrit                                        | 1925                                           | Oratoire Saint-Maur de La Garde                                                                           |
| Villa Port Magaud                                                                                          | La Garde                                    |                                                                                   | 43° 06′ 31″ nord, 5° 58′ 50″ est               | « PA83000045 »                                 | Inscrit                                        | 2019                                           | Image manquante Téléverser                                                                                |
| Chapelle des Pénitents de Ginasservis                                                                      | Ginasservis                                 |                                                                                   | 43° 40′ 16″ nord, 5° 51′ 05″ est               | « PA00081630 »                                 | Inscrit                                        | 1927                                           | Image manquante Téléverser                                                                                |
| Chapelle des Pénitents de Grimaud                                                                          | Grimaud                                     |                                                                                   | 43° 16′ 26″ nord, 6° 31′ 06″ est               | « PA00081631 »                                 | Inscrit                                        | 1976                                           | Chapelle des Pénitents de Grimaud                                                                         |
| Château de Grimaud                                                                                         | Grimaud                                     | Le Village                                                                        | 43° 16′ 34″ nord, 6° 31′ 14″ est               | « PA00081632 »                                 | Classé                                         | 1996                                           | Château de Grimaud                                                                                        |
| Église Saint-Michel de Grimaud                                                                             | Grimaud                                     | Place de l'Église                                                                 | 43° 16′ 26″ nord, 6° 31′ 23″ est               | « PA00081633 »                                 | Classé                                         | 1989                                           | Église Saint-Michel de Grimaud                                                                            |
| Club-house du golf de Beauvallon                                                                           | Grimaud                                     | Domaine de Beauvallon Boulevard des Collines                                      | 43° 17′ 25″ nord, 6° 35′ 39″ est               | « PA00125720 »                                 | Inscrit                                        | 1993                                           | Club-house du golf de Beauvallon                                                                          |
| Maison | Grimaud                                     | Rue des Templiers                                                                 | 43° 16′ 27″ nord, 6° 31′ 21″ est               | « PA00081635 »                                 | Inscrit                                        | 1926                                           | Maison |
| Villa Seynave                                                                                              | Grimaud                                     | Domaine de Beauvallon Sentier des Forêts                                          | 43° 17′ 29″ nord, 6° 35′ 47″ est               | « PA00125721 »                                 | Inscrit                                        | 1993                                           | Image manquante Téléverser                                                                                |
| Villa Vent d'Aval                                                                                          | Grimaud                                     | Domaine de Beauvallon Boulevard des Sommets                                       | 43° 17′ 29″ nord, 6° 36′ 11″ est               | « PA00125722 »                                 | Inscrit                                        | 1993                                           | Image manquante Téléverser                                                                                |
| | Hyères                                      | Voir liste des monuments historiques de Hyères                                    | Voir liste des monuments historiques de Hyères | Voir liste des monuments historiques de Hyères | Voir liste des monuments historiques de Hyères | Voir liste des monuments historiques de Hyères | Voir liste des monuments historiques de Hyères                                                            |
| Villa Dollander                                                                                            | Le Lavandou                                 |                                                                                   | 43° 08′ 37″ nord, 6° 23′ 01″ est               | « PA00081783 »                                 | Inscrit                                        | 1989                                           | Villa Dollander                                                                                           |
| Dolmen de Gaoutabry                                                                                        | La Londe-les-Maures                         |                                                                                   | 43° 10′ 19″ nord, 6° 13′ 50″ est               | « PA00081668 »                                 | Inscrit                                        | 1988                                           | Dolmen de Gaoutabry                                                                                       |
| Bains maures de Lorgues                                                                                    | Lorgues                                     | Rue de la Bourgade                                                                | 43° 29′ 31″ nord, 6° 21′ 39″ est               | « PA00081669 »                                 | Inscrit                                        | 1949                                           | Bains maures de Lorgues                                                                                   |
| Chapelle Notre-Dame de Benva                                                                               | Lorgues                                     | Réal Laugier, route de Saint-Antonin                                              | 43° 29′ 55″ nord, 6° 20′ 12″ est               | « PA00081670 »                                 | Classé                                         | 1929                                           | Chapelle Notre-Dame de Benva                                                                              |
| Collégiale Saint-Martin de Lorgues                                                                         | Lorgues                                     | Place de l'Église Rue de l'Église Place des Climènes Place du Perron              | 43° 29′ 33″ nord, 6° 21′ 47″ est               | « PA00081672 »                                 | Classé                                         | 1997                                           | Collégiale Saint-Martin de Lorgues                                                                        |
| Couvent des Ursulines de Lorgues                                                                           | Lorgues                                     | Chemin de la Bourgade                                                             | 43° 26′ 51″ nord, 6° 18′ 22″ est               | « PA00081671 »                                 | Inscrit                                        | 1948                                           | Image manquante Téléverser                                                                                |
| Fontaine de Lorgues                                                                                        | Lorgues                                     | Boulevard Georges-Clemenceau                                                      | 43° 29′ 36″ nord, 6° 21′ 44″ est               | « PA00081673 »                                 | Inscrit                                        | 1926                                           | Fontaine de Lorgues                                                                                       |
| Presbytère de Lorgues                                                                                      | Lorgues                                     | 34, rue de la Bourgade                                                            | 43° 29′ 31″ nord, 6° 21′ 44″ est               | « PA00081674 »                                 | Inscrit                                        | 1949                                           | Presbytère de Lorgues                                                                                     |
| Dolmen des Muraires no 1                                                                                   | Le Luc                                      |                                                                                   | 43° 25′ 40″ nord, 6° 17′ 14″ est               | « PA00081675 »                                 | Inscrit                                        | 1988                                           | Image manquante Téléverser                                                                                |
| Église Notre-Dame de Nazareth                                                                              | Le Luc                                      | Place Pasteur                                                                     | 43° 23′ 34″ nord, 6° 18′ 41″ est               | « PA00081677 »                                 | Inscrit                                        | 1926 1988                                      | Église Notre-Dame de Nazareth                                                                             |
| Église Notre-Dame-du-Mont-Carmel du Luc                                                                    | Le Luc                                      | Place de Verdun                                                                   | 43° 23′ 42″ nord, 6° 18′ 49″ est               | « PA00081676 »                                 | Inscrit                                        | 1926                                           | Église Notre-Dame-du-Mont-Carmel du Luc                                                                   |
| Glacière du Gaudin bassin, chemin, installation hydraulique                                                | Mazaugues                                   | Le Gaudin                                                                         | 43° 21′ 05″ nord, 5° 51′ 05″ est               | « PA00125723 »                                 | Inscrit                                        | 1993                                           | Glacière du Gaudinbassin, chemin, installation hydraulique                                                |
| Chartreuse de Montrieux                                                                                    | Méounes-lès-Montrieux                       |                                                                                   | 43° 15′ 30″ nord, 5° 57′ 57″ est               | « PA00081678 »                                 | Classé Inscrit                                 | 1980                                           | Chartreuse de Montrieux                                                                                   |
| Fontaine de Méounes-lès-Montrieux                                                                          | Méounes-lès-Montrieux                       | Place des Écoles                                                                  | 43° 16′ 52″ nord, 5° 58′ 13″ est               | « PA00081679 »                                 | Inscrit                                        | 1949                                           | Fontaine de Méounes-lès-Montrieux                                                                         |
| Castrum de La Môle                                                                                         | La Môle                                     | Sainte-Magdeleine                                                                 | 43° 13′ 33″ nord, 6° 28′ 19″ est               | « PA00081784 »                                 | Inscrit                                        | 1990                                           | Image manquante Téléverser                                                                                |
| Chapelle Sainte-Magdeleine de La Môle                                                                      | La Môle                                     | Sainte-Magdeleine                                                                 | 43° 13′ 33″ nord, 6° 28′ 21″ est               | « PA00081784 »                                 | Inscrit                                        | 1990                                           | Image manquante Téléverser                                                                                |
| Oppidum de Montjean                                                                                        | La Môle                                     |                                                                                   | 43° 12′ 01″ nord, 6° 30′ 48″ est               | « PA83000006 »                                 | Inscrit                                        | 1996                                           | Image manquante Téléverser                                                                                |
| Dolmen des Riens                                                                                           | Mons                                        |                                                                                   | 43° 41′ 55″ nord, 6° 43′ 36″ est               | « PA00081680 »                                 | Inscrit                                        | 1988                                           | Dolmen des Riens                                                                                          |
| Église Saint-Pierre-et-Saint-Paul de Mons                                                                  | Mons                                        |                                                                                   | 43° 41′ 29″ nord, 6° 42′ 49″ est               | « PA00081791 »                                 | Inscrit                                        | 1991                                           | Image manquante Téléverser                                                                                |
| Château de Montfort-sur-Argens élévation, toiture                                                          | Montfort-sur-Argens                         |                                                                                   | 43° 28′ 28″ nord, 6° 07′ 15″ est               | « PA00081681 »                                 | Inscrit                                        | 1972                                           | Château de Montfort-sur-Argensélévation, toiture                                                          |
| Castelet du Muy castelet, tour de Charles Quint                                                            | Le Muy                                      |                                                                                   | 43° 28′ 18″ nord, 6° 34′ 12″ est               | « PA00081682 »                                 | Inscrit                                        | 1980                                           | Castelet du Muycastelet, tour de Charles Quint                                                            |
| Église Saint-Joseph du Muy clocher                                                                         | Le Muy                                      | Place de l'Église                                                                 | 43° 28′ 21″ nord, 6° 33′ 59″ est               | « PA00081785 »                                 | Inscrit                                        | 1989                                           | Église Saint-Joseph du Muyclocher                                                                         |
| Oratoire des Béguines                                                                                      | Nans-les-Pins                               | Domaine des Béguines                                                              | 43° 20′ 42″ nord, 5° 46′ 22″ est               | « PA00081683 »                                 | Inscrit                                        | 1938                                           | Oratoire des Béguines                                                                                     |
| Église Sainte-Anne d'Ollières                                                                              | Ollières                                    |                                                                                   | 43° 28′ 59″ nord, 5° 49′ 48″ est               | « PA00081684 »                                 | Inscrit                                        | 1928                                           | Église Sainte-Anne d'Ollières                                                                             |
| Église Saint-Laurent d'Ollioules                                                                           | Ollioules                                   |                                                                                   | 43° 08′ 23″ nord, 5° 50′ 50″ est               | « PA00081685 »                                 | Classé                                         | 1982                                           | Église Saint-Laurent d'Ollioules                                                                          |
| Maison du Patrimoine                                                                                       | Ollioules                                   | 20, rue Gambetta 77, rue Marcellin-Berthelot                                      | 43° 08′ 25″ nord, 5° 50′ 51″ est               | « PA83000008 »                                 | Inscrit Classé                                 | 1998 2000                                      | Maison du Patrimoine                                                                                      |
| Oppidum de la Courtine                                                                                     | Ollioules                                   |                                                                                   | 43° 08′ 53″ nord, 5° 51′ 26″ est               | « PA00081686 »                                 | Inscrit                                        | 1949                                           | Image manquante Téléverser                                                                                |
| Chapelle de Plan-d'Aups-Sainte-Baume                                                                       | Plan-d'Aups-Sainte-Baume                    |                                                                                   | 43° 19′ 47″ nord, 5° 42′ 52″ est               | « PA00081688 »                                 | Classé                                         | 1913                                           | Chapelle de Plan-d'Aups-Sainte-Baume                                                                      |
| Église Saint-Jacques-le-Majeur de Plan-d'Aups-Sainte-Baume                                                 | Plan-d'Aups-Sainte-Baume                    |                                                                                   | 43° 19′ 50″ nord, 5° 42′ 57″ est               | « PA00081687 »                                 | Inscrit                                        | 1971                                           | Église Saint-Jacques-le-Majeur de Plan-d'Aups-Sainte-Baume                                                |
| Stèle romaine (avec inscription)                                                                           | Plan-d'Aups-Sainte-Baume                    | Entrée de l'église                                                                | 43° 19′ 50″ nord, 5° 42′ 57″ est               | « PA00081689 »                                 | Classé                                         | 1929                                           | Stèle romaine (avec inscription)                                                                          |
| Stèle romaine (sans inscription)                                                                           | Plan-d'Aups-Sainte-Baume                    | Entrée de l'église                                                                | 43° 19′ 50″ nord, 5° 42′ 57″ est               | « PA00081690 »                                 | Inscrit                                        | 1929                                           | Image manquante Téléverser                                                                                |
| Rêve de l'Oiseau sol                                                                                       | Le Plan-de-la-Tour                          |                                                                                   | 43° 20′ 15″ nord, 6° 30′ 30″ est               | « PA83000017 »                                 | Inscrit Classé                                 | 2007 2008                                      | Rêve de l'Oiseausol                                                                                       |
| Château de Saint-Ferréol                                                                                   | Pontevès                                    | Le Pavillon                                                                       | 43° 33′ 46″ nord, 6° 01′ 45″ est               | « PA83000029 »                                 | Inscrit                                        | 2013                                           | Image manquante Téléverser                                                                                |
| Château de Pourcieux jardin, parc, communs                                                                 | Pourcieux                                   |                                                                                   | 43° 28′ 09″ nord, 5° 47′ 14″ est               | « PA00125724 »                                 | Inscrit                                        | 1993                                           | Château de Pourcieuxjardin, parc, communs                                                                 |
| Pont romain                                                                                                | Pourcieux                                   |                                                                                   | 43° 27′ 57″ nord, 5° 48′ 57″ est               | « PA00081691 »                                 | Classé                                         | 1943                                           | Image manquante Téléverser                                                                                |
| Couvent des Minimes de Pourrières chapelle, cloître, bâtiment conventuel, galerie, élévation, toiture, sol | Pourrières                                  | Le Couvent                                                                        | 43° 30′ 12″ nord, 5° 45′ 01″ est               | « PA00081692 »                                 | Inscrit                                        | 1991                                           | Couvent des Minimes de Pourrièreschapelle, cloître, bâtiment conventuel, galerie, élévation, toiture, sol |
| Fontaine de Pourrières                                                                                     | Pourrières                                  | Rue Font-Vieille                                                                  | 43° 30′ 18″ nord, 5° 44′ 07″ est               | « PA00081693 »                                 | Inscrit                                        | 1926                                           | Image manquante Téléverser                                                                                |
| Trophée de Marius                                                                                          | Pourrières                                  |                                                                                   | 43° 29′ 11″ nord, 5° 43′ 15″ est               | « PA00081694 »                                 | Classé                                         | 1910                                           | Image manquante Téléverser                                                                                |
| Villa l'Artaude                                                                                            | Le Pradet                                   |                                                                                   | 43° 06′ 06″ nord, 6° 01′ 49″ est               | « PA00081695 »                                 | Classé                                         | 1987                                           | Image manquante Téléverser                                                                                |
| Chapelle Sainte-Philomène de Puget-Ville                                                                   | Puget-Ville                                 |                                                                                   | 43° 17′ 05″ nord, 6° 06′ 05″ est               | « PA00081696 »                                 | Inscrit                                        | 1925                                           | Image manquante Téléverser                                                                                |
| Phare du cap Camarat                                                                                       | Ramatuelle                                  | Route de Camarat                                                                  | 43° 12′ 02″ nord, 6° 40′ 29″ est               | « PA83000027 »                                 | Inscrit                                        | 2012                                           | Phare du cap Camarat                                                                                      |
| Domaine du Rayol maison                                                                                    | Rayol-Canadel-sur-Mer                       | Avenue du Commandant-Rigaud                                                       | 43° 09′ 23″ nord, 6° 28′ 55″ est               | « PA00132722 »                                 | Inscrit                                        | 1994                                           | Domaine du Rayolmaison                                                                                    |
| Pergola ronde du Pateck portique                                                                           | Rayol-Canadel-sur-Mer                       | Le Rayol                                                                          | 43° 09′ 34″ nord, 6° 28′ 49″ est               | « PA00081786 »                                 | Inscrit                                        | 1989                                           | Pergola ronde du Pateckportique                                                                           |
| Moulins de Régusse soubassement                                                                            | Régusse                                     |                                                                                   | 43° 39′ 13″ nord, 6° 07′ 56″ est               | « PA00081697 »                                 | Inscrit                                        | 1978                                           | Moulins de Régussesoubassement                                                                            |
| Tour du village                                                                                            | Le Revest-les-Eaux                          |                                                                                   | 43° 10′ 34″ nord, 5° 55′ 38″ est               | « PA00081698 »                                 | Inscrit                                        | 1964                                           | Tour du village                                                                                           |
| Chapelle Saint-Estève de Rians                                                                             | Rians                                       | La Grande Bastide                                                                 | 43° 36′ 38″ nord, 5° 41′ 16″ est               | « PA00125725 »                                 | Inscrit                                        | 1993                                           | Chapelle Saint-Estève de Rians                                                                            |
| Chapelle Saint-Pierre de Roquebrune-sur-Argens                                                             | Roquebrune-sur-Argens                       |                                                                                   | 43° 26′ 38″ nord, 6° 38′ 44″ est               | « PA00081699 »                                 | Inscrit                                        | 1926                                           | Chapelle Saint-Pierre de Roquebrune-sur-Argens                                                            |
| Dolmen de la Gaillarde                                                                                     | Roquebrune-sur-Argens                       |                                                                                   | 43° 21′ 25″ nord, 6° 42′ 14″ est               | « PA00081700 »                                 | Classé                                         | 1910                                           | Dolmen de la Gaillarde                                                                                    |
| Église Saint-Pierre-Saint-Paul de Roquebrune-sur-Argens                                                    | Roquebrune-sur-Argens                       |                                                                                   | 43° 26′ 34″ nord, 6° 38′ 12″ est               | « PA00081701 »                                 | Inscrit                                        | 1987                                           | Église Saint-Pierre-Saint-Paul de Roquebrune-sur-Argens                                                   |
| Vivier maritime de la Gaillarde                                                                            | Roquebrune-sur-Argens                       |                                                                                   | 43° 21′ 28″ nord, 6° 43′ 08″ est               | « PA00081702 »                                 | Classé                                         | 1939                                           | Vivier maritime de la Gaillarde                                                                           |
| Tour de l'Horloge de La Roquebrussanne                                                                     | La Roquebrussanne                           | Place de la Fontaine                                                              | 43° 20′ 24″ nord, 5° 58′ 36″ est               | « PA83000033 »                                 | Inscrit                                        | 2014                                           | Tour de l'Horloge de La Roquebrussanne                                                                    |
| Castrum Saint-Jean château, ancien village                                                                 | Rougiers                                    |                                                                                   | 43° 24′ 19″ nord, 5° 51′ 37″ est               | « PA00081704 »                                 | Classé                                         | 1967                                           | Castrum Saint-Jeanchâteau, ancien village                                                                 |
| Maison élévation                                                                                           | Rougiers                                    | 9, Grand rue                                                                      | 43° 23′ 33″ nord, 5° 51′ 03″ est               | « PA00081703 »                                 | Inscrit                                        | 1925                                           | Image manquante Téléverser                                                                                |
| Enclos de la Madrague                                                                                      | Saint-Cyr-sur-Mer                           | 133 route de la Madrague                                                          | 43° 10′ 16″ nord, 5° 41′ 44″ est               | « PA00081705 »                                 | Classé                                         | 1926                                           | Enclos de la Madrague                                                                                     |
| Parcelles de terrain Site archéologique                                                                    | Saint-Cyr-sur-Mer                           |                                                                                   | à géolocaliser                                 | « PA00081428 »                                 | Inscrit                                        | 1959                                           | Image manquante Téléverser                                                                                |
| Vestiges archéologiques de Saint-Cyr-sur-Mer                                                               | Saint-Cyr-sur-Mer                           |                                                                                   | 43° 10′ 11″ nord, 5° 41′ 44″ est               | « PA00081706 »                                 | Inscrit                                        | 1952 1958                                      | Vestiges archéologiques de Saint-Cyr-sur-Mer                                                              |
| Tour carrée                                                                                                | Sainte-Maxime                               | Place de la Libération                                                            | 43° 18′ 25″ nord, 6° 38′ 28″ est               | « PA00081708 »                                 | Inscrit                                        | 1977                                           | Tour carrée                                                                                               |
| Villa Bellevue                                                                                             | Sainte-Maxime                               | 14, avenue du Croiseur-Léger-Le Malin                                             | 43° 19′ 40″ nord, 6° 40′ 01″ est               | « PA83000015 »                                 | Inscrit                                        | 2004                                           | Image manquante Téléverser                                                                                |
| Église Saint-Julien-et-Sainte-Trinité de Saint-Julien                                                      | Saint-Julien                                | Place de l'Église Romane                                                          | 43° 41′ 26″ nord, 5° 54′ 30″ est               | « PA00081707 »                                 | Inscrit                                        | 1925                                           | Église Saint-Julien-et-Sainte-Trinité de Saint-Julien                                                     |
| Chapelle Saint-Louis de Saint-Mandrier-sur-Mer                                                             | Saint-Mandrier-sur-Mer                      |                                                                                   | 43° 04′ 48″ nord, 5° 55′ 59″ est               | « PA00081787 »                                 | Inscrit                                        | 1990                                           | Image manquante Téléverser                                                                                |
| Château de Saint-Martin                                                                                    | Saint-Martin                                | Le Village                                                                        | 43° 35′ 19″ nord, 5° 53′ 08″ est               | « PA83000013 »                                 | Inscrit                                        | 2003                                           | Château de Saint-Martin                                                                                   |
| Église Saint-Martin de Saint-Martin                                                                        | Saint-Martin                                | Le Village                                                                        | 43° 35′ 19″ nord, 5° 53′ 07″ est               | « PA83000014 »                                 | Inscrit                                        | 2003                                           | Église Saint-Martin de Saint-Martin                                                                       |
| Baptistère de Saint-Maximin-la-Sainte-Baume                                                                | Saint-Maximin-la-Sainte-Baume               |                                                                                   | 43° 27′ 09″ nord, 5° 51′ 48″ est               | « PA00135629 »                                 | Inscrit                                        | 1995                                           | Image manquante Téléverser                                                                                |
| Basilique Sainte-Marie-Madeleine de Saint-Maximin-la-Sainte-Baume                                          | Saint-Maximin-la-Sainte-Baume               |                                                                                   | 43° 27′ 10″ nord, 5° 51′ 48″ est               | « PA00081710 »                                 | Classé                                         | 1840                                           | Basilique Sainte-Marie-Madeleine de Saint-Maximin-la-Sainte-Baume                                         |
| Couvent royal de Saint-Maximin-la-Sainte-Baume                                                             | Saint-Maximin-la-Sainte-Baume               |                                                                                   | 43° 27′ 12″ nord, 5° 51′ 50″ est               | « PA00081709 »                                 | Classé                                         | 1969                                           | Couvent royal de Saint-Maximin-la-Sainte-Baume                                                            |
| Hôtel de ville de Saint-Maximin-la-Sainte-Baume                                                            | Saint-Maximin-la-Sainte-Baume               |                                                                                   | 43° 27′ 11″ nord, 5° 51′ 48″ est               | « PA00081711 »                                 | Classé Inscrit                                 | 1951                                           | Hôtel de ville de Saint-Maximin-la-Sainte-Baume                                                           |
| Oratoire du Saint-Pilon                                                                                    | Saint-Maximin-la-Sainte-Baume               | Route de Marseille                                                                | 43° 26′ 19″ nord, 5° 51′ 27″ est               | « PA00081712 »                                 | Classé                                         | 1910                                           | Oratoire du Saint-Pilon                                                                                   |
| Pont romain                                                                                                | Saint-Maximin-la-Sainte-Baume               |                                                                                   | 43° 27′ 57″ nord, 5° 48′ 57″ est               | « PA00081713 »                                 | Classé                                         | 1943                                           | Image manquante Téléverser                                                                                |
| Tour de l'Horloge                                                                                          | Saint-Maximin-la-Sainte-Baume               |                                                                                   | 43° 27′ 09″ nord, 5° 51′ 42″ est               | « PA83000046 »                                 | Inscrit                                        | 2019                                           | Image manquante Téléverser                                                                                |
| Église Saint-Raphaël de Saint-Raphaël                                                                      | Saint-Raphaël                               | Rue des Templiers                                                                 | 43° 25′ 33″ nord, 6° 46′ 10″ est               | « PA00081714 »                                 | Classé                                         | 1907 1908                                      | Église Saint-Raphaël de Saint-Raphaël                                                                     |
| Immeubles abords de l'ancienne église                                                                      | Saint-Raphaël                               | Boulevard de Valescure Boulevard de Châteaudun Rue des Remparts Rue des Templiers | 43° 25′ 34″ nord, 6° 46′ 08″ est               | « PA00081715 »                                 | Inscrit                                        | 1943                                           | Image manquante Téléverser                                                                                |
| Menhir d'Aire-Peyronne                                                                                     | Saint-Raphaël                               | Aire-Peyrone                                                                      | 43° 26′ 00″ nord, 6° 50′ 07″ est               | « PA00081717 »                                 | Classé                                         | 1910                                           | Menhir d'Aire-Peyronne                                                                                    |
| Menhirs de Veyssières Menhir couché                                                                        | Saint-Raphaël                               | Boulevard des Golfs                                                               | 43° 27′ 01″ nord, 6° 49′ 09″ est               | « PA00081716 »                                 | Classé                                         | 1938                                           | Image manquante Téléverser                                                                                |
| Menhirs de Veyssières Menhir debout                                                                        | Saint-Raphaël                               | Rue Albert-Camus                                                                  | 43° 27′ 13″ nord, 6° 49′ 32″ est               | « PA00081716 »                                 | Classé                                         | 1938                                           | Menhirs de VeyssièresMenhir debout                                                                        |
| Villa Magali                                                                                               | Saint-Raphaël                               | 631, avenue des Mimosas                                                           | 43° 26′ 37″ nord, 6° 46′ 21″ est               | « PA00081788 »                                 | Inscrit                                        | 1989                                           | Image manquante Téléverser                                                                                |
| Chapelle de l'Annonciade de Saint-Tropez                                                                   | Saint-Tropez                                |                                                                                   | 43° 16′ 16″ nord, 6° 38′ 15″ est               | « PA00081718 »                                 | Inscrit                                        | 1947                                           | Chapelle de l'Annonciade de Saint-Tropez                                                                  |
| Chapelle de la Miséricorde de Saint-Tropez                                                                 | Saint-Tropez                                |                                                                                   | 43° 16′ 16″ nord, 6° 38′ 26″ est               | « PA00081719 »                                 | Inscrit                                        | 1947                                           | Chapelle de la Miséricorde de Saint-Tropez                                                                |
| Chapelle Sainte-Anne de Saint-Tropez                                                                       | Saint-Tropez                                |                                                                                   | 43° 15′ 27″ nord, 6° 38′ 25″ est               | « PA00081720 »                                 | Classé                                         | 1951                                           | Chapelle Sainte-Anne de Saint-Tropez                                                                      |
| Chapelle de Saint-Tropez                                                                                   | Saint-Tropez                                | 20, avenue Augustin-Grangeon                                                      | 43° 16′ 02″ nord, 6° 38′ 25″ est               | « PA00081721 »                                 | Inscrit                                        | 1954                                           | Image manquante Téléverser                                                                                |
| Château de la Moutte                                                                                       | Saint-Tropez                                | La Moutte Les Salins                                                              | 43° 15′ 44″ nord, 6° 41′ 15″ est               | « PA00081722 »                                 | Inscrit                                        | 1990                                           | Image manquante Téléverser                                                                                |
| Citadelle de Saint-Tropez                                                                                  | Saint-Tropez                                |                                                                                   | 43° 16′ 19″ nord, 6° 38′ 42″ est               | « PA00081723 »                                 | Classé Inscrit Classé                          | 1921 1990 1995                                 | Citadelle de Saint-Tropez                                                                                 |
| Église Notre-Dame-de-l'Assomption de Saint-Tropez                                                          | Saint-Tropez                                |                                                                                   | 43° 16′ 22″ nord, 6° 38′ 25″ est               | « PA00081724 »                                 | Inscrit                                        | 1981                                           | Église Notre-Dame-de-l'Assomption de Saint-Tropez                                                         |
| Hôtel Latitude 43                                                                                          | Saint-Tropez                                | 59, avenue Général-Leclerc                                                        | 43° 15′ 56″ nord, 6° 37′ 56″ est               | « PA00081795 »                                 | Inscrit                                        | 1992                                           | Hôtel Latitude 43                                                                                         |
| Lavoir de Saint-Tropez                                                                                     | Saint-Tropez                                | 1, rue Joseph-Quaranta                                                            | 43° 16′ 11″ nord, 6° 38′ 21″ est               | « PA00081725 »                                 | Inscrit                                        | 1981                                           | Image manquante Téléverser                                                                                |
| Maison | Saint-Tropez                                | 26, rue du Général-Allard                                                         | 43° 16′ 15″ nord, 6° 38′ 15″ est               | « PA00081726 »                                 | Inscrit                                        | 1926                                           | Image manquante Téléverser                                                                                |
| Maison du Corsaire                                                                                         | Saint-Tropez                                | 11 quai Suffren                                                                   | 43° 16′ 18″ nord, 6° 38′ 20″ est               | « PA83000011 »                                 | Inscrit                                        | 2001                                           | Maison du Corsaire                                                                                        |
| Tour Jarlier                                                                                               | Saint-Tropez                                | Rue Aumale Rue de la Citadelle                                                    | 43° 16′ 20″ nord, 6° 38′ 27″ est               | « PA00081727 »                                 | Inscrit                                        | 1962                                           | Tour Jarlier                                                                                              |
| Villa La Hune                                                                                              | Saint-Tropez                                | Avenue Paul-Signac                                                                | 43° 16′ 16″ nord, 6° 38′ 35″ est               | « PA00132721 »                                 | Inscrit                                        | 1994                                           | Villa La Hune                                                                                             |
| Chapelle des Pénitents de Saint-Zacharie                                                                   | Saint-Zacharie                              |                                                                                   | 43° 23′ 06″ nord, 5° 42′ 29″ est               | « PA00081728 »                                 | Inscrit                                        | 1988                                           | Chapelle des Pénitents de Saint-Zacharie                                                                  |
| Château du Moulin Blanc                                                                                    | Saint-Zacharie                              | R.N. 560                                                                          | 43° 22′ 47″ nord, 5° 41′ 59″ est               | « PA83000012 »                                 | Inscrit                                        | 2002                                           | Image manquante Téléverser                                                                                |
| Église Saint-Jean-Baptiste de Saint-Zacharie                                                               | Saint-Zacharie                              | Rue du 14-Juillet                                                                 | 43° 23′ 06″ nord, 5° 42′ 28″ est               | « PA00081729 »                                 | Inscrit                                        | 1988                                           | Église Saint-Jean-Baptiste de Saint-Zacharie                                                              |
| Fontaine de Salernes                                                                                       | Salernes                                    | Place de la Révolution                                                            | 43° 33′ 54″ nord, 6° 13′ 55″ est               | « PA00081730 »                                 | Inscrit                                        | 1926                                           | Fontaine de Salernes                                                                                      |
| Église Saint-Pierre de Salernes                                                                            | Salernes                                    | Place de la République                                                            | 43° 33′ 50″ nord, 6° 13′ 55″ est               | « PA83000040 »                                 | Inscrit                                        | 17 septembre 2018                              | Église Saint-Pierre de Salernes                                                                           |
| Pont du Gourgaret                                                                                          | Salernes                                    |                                                                                   | 43° 33′ 55″ nord, 6° 13′ 31″ est               | « PA00081731 »                                 | Inscrit                                        | 1981                                           | Pont du Gourgaret                                                                                         |
| Minoterie de Saint-Barthélemy                                                                              | Salernes                                    | Rue des Moulins                                                                   | 43° 33′ 55″ nord, 6° 13′ 58″ est               | « PA83000041 »                                 | Inscrit                                        | 22 octobre 2018                                | Image manquante Téléverser                                                                                |
| Domaine de Pierredon                                                                                       | Sanary-sur-Mer                              | 1026 ancien chemin de Toulon                                                      | 43° 07′ 44″ nord, 5° 48′ 48″ est               | « PA83000039 »                                 | Inscrit                                        | 2016                                           | Image manquante Téléverser                                                                                |
| Villa La Pacifique                                                                                         | Sanary-sur-Mer                              |                                                                                   | 43° 07′ 22″ nord, 5° 47′ 34″ est               | « PA83000047 »                                 | Inscrit                                        | 2019                                           | Image manquante Téléverser                                                                                |
| Chapelle Notre-Dame-de-l'Ormeau de Seillans                                                                | Seillans                                    |                                                                                   | 43° 37′ 54″ nord, 6° 39′ 17″ est               | « PA00081732 »                                 | Inscrit                                        | 1930                                           | Image manquante Téléverser                                                                                |
| Chapelle Saint-Romain de Seillans                                                                          | Seillans                                    |                                                                                   | 43° 41′ 47″ nord, 6° 34′ 58″ est               | « PA00081733 »                                 | Inscrit                                        | 1978                                           | Chapelle Saint-Romain de Seillans                                                                         |
| Porte sarrazine maison                                                                                     | Seillans                                    | Quartier du Vallat                                                                | 43° 38′ 12″ nord, 6° 38′ 34″ est               | « PA00081734 »                                 | Classé                                         | 1912                                           | Image manquante Téléverser                                                                                |
| Église Notre-Dame-du-Bon-Voyage de La Seyne-sur-Mer                                                        | La Seyne-sur-Mer                            |                                                                                   | 43° 06′ 03″ nord, 5° 52′ 49″ est               | « PA00081735 »                                 | Inscrit                                        | 1988                                           | Église Notre-Dame-du-Bon-Voyage de La Seyne-sur-Mer                                                       |
| Fort Balaguier enceinte                                                                                    | La Seyne-sur-Mer                            |                                                                                   | 43° 05′ 40″ nord, 5° 54′ 40″ est               | « PA00081736 »                                 | Inscrit                                        | 1975                                           | Fort Balaguierenceinte                                                                                    |
| Fort Napoléon                                                                                              | La Seyne-sur-Mer                            |                                                                                   | 43° 05′ 39″ nord, 5° 53′ 36″ est               | « PA83000048 »                                 | Inscrit                                        | 2019                                           | Image manquante Téléverser                                                                                |
| Pont levant de La Seyne-sur-Mer                                                                            | La Seyne-sur-Mer                            |                                                                                   | 43° 06′ 10″ nord, 5° 52′ 59″ est               | « PA00081737 »                                 | Inscrit                                        | 1987                                           | Pont levant de La Seyne-sur-Mer                                                                           |
| Église Saint-Pierre de Signes                                                                              | Signes                                      |                                                                                   | 43° 17′ 27″ nord, 5° 51′ 50″ est               | « PA00081738 »                                 | Inscrit                                        | 1975                                           | Église Saint-Pierre de Signes                                                                             |
| Fontaine de Signes                                                                                         | Signes                                      | Place du Marché                                                                   | 43° 17′ 29″ nord, 5° 51′ 48″ est               | « PA00081739 »                                 | Inscrit                                        | 1926                                           | Fontaine de Signes                                                                                        |
| Chapelle Notre-Dame de la Pépiole                                                                          | Six-Fours-les-Plages                        |                                                                                   | 43° 07′ 12″ nord, 5° 49′ 46″ est               | « PA00081740 »                                 | Inscrit                                        | 1967                                           | Chapelle Notre-Dame de la Pépiole                                                                         |
| Église Saint-Pierre-aux-Liens de Six-Fours-les-Plages                                                      | Six-Fours-les-Plages                        |                                                                                   | 43° 06′ 12″ nord, 5° 50′ 27″ est               | « PA00081741 »                                 | Classé                                         | 1840                                           | Église Saint-Pierre-aux-Liens de Six-Fours-les-Plages                                                     |
| Phare du Grand Rouveau                                                                                     | Six-Fours-les-Plages                        | Île du Grand Rouveau, Archipel des Embiez                                         | 43° 04′ 50″ nord, 5° 46′ 03″ est               | « PA83000028 »                                 | inscrit                                        | 2012                                           | Phare du Grand Rouveau                                                                                    |
| Villa Cécile                                                                                               | Six-Fours-les-Plages                        | 18, rue Catalan                                                                   | 43° 05′ 55″ nord, 5° 50′ 06″ est               | « PA83000025 »                                 | Inscrit                                        | 2011                                           | Villa Cécile                                                                                              |
| Four à cade des Pousselons                                                                                 | Solliès-Pont                                | Les Pousselons                                                                    | 43° 10′ 55″ nord, 6° 05′ 02″ est               | « PA00132790 »                                 | Inscrit                                        | 1994                                           | Image manquante Téléverser                                                                                |
| Oppidum du Castellas                                                                                       | Solliès-Pont (également sur Solliès-Toucas) | Le Castellas                                                                      | 43° 13′ 00″ nord, 6° 02′ 01″ est               | « PA00081742 »                                 | Classé                                         | 1969 1970                                      | Image manquante Téléverser                                                                                |
| Oppidum du Castellas enceinte                                                                              | Solliès-Toucas (également sur Solliès-Pont) | Le Castellas Sud                                                                  | 43° 13′ 00″ nord, 6° 02′ 01″ est               | « PA00081743 »                                 | Inscrit                                        | 1978                                           | Image manquante Téléverser                                                                                |
| Château de Forbin                                                                                          | Solliès-Ville                               | La Montjoie                                                                       | 43° 11′ 01″ nord, 6° 02′ 17″ est               | « PA00081744 »                                 | Classé                                         | 1920                                           | Image manquante Téléverser                                                                                |
| Église Saint-Michel l'Archange de Solliès-Ville                                                            | Solliès-Ville                               |                                                                                   | 43° 10′ 59″ nord, 6° 02′ 19″ est               | « PA00081745 »                                 | Classé                                         | 1846                                           | Église Saint-Michel l'Archange de Solliès-Ville                                                           |
| Église Notre-Dame-de-l'Assomption de Taradeau                                                              | Taradeau                                    |                                                                                   | 43° 27′ 13″ nord, 6° 25′ 59″ est               | « PA00081746 »                                 | Classé                                         | 1982                                           | Église Notre-Dame-de-l'Assomption de Taradeau                                                             |
| Abbaye du Thoronet                                                                                         | Le Thoronet                                 |                                                                                   | 43° 27′ 37″ nord, 6° 15′ 50″ est               | « PA00081747 »                                 | Classé                                         | 1840                                           | Abbaye du Thoronet                                                                                        |
| | Toulon                                      | Voir liste des monuments historiques de Toulon                                    | Voir liste des monuments historiques de Toulon | Voir liste des monuments historiques de Toulon | Voir liste des monuments historiques de Toulon | Voir liste des monuments historiques de Toulon | Voir liste des monuments historiques de Toulon                                                            |
| Dolmen de la Verrerie-Vieille                                                                              | Tourrettes                                  |                                                                                   | 43° 34′ 43″ nord, 6° 43′ 08″ est               | « PA00081760 »                                 | Inscrit                                        | 1987                                           | Dolmen de la Verrerie-Vieille                                                                             |
| Village médiéval de Puybresson                                                                             | Tourrettes                                  | Clapeiris Velnasque                                                               | 43° 37′ 12″ nord, 6° 43′ 55″ est               | « PA00081761 »                                 | Inscrit                                        | 1980                                           | Image manquante Téléverser                                                                                |
| Domaine des Treilles                                                                                       | Tourtour                                    | chemin des Treilles                                                               | 43° 34′ 19″ nord, 6° 19′ 56″ est               | « PA83000021 »                                 | Inscrit                                        | 2009                                           | Domaine des Treilles                                                                                      |
| Chapelle Saint-Estève de Tourves                                                                           | Tourves                                     | Saint-Estève                                                                      | 43° 24′ 31″ nord, 5° 54′ 39″ est               | « PA00081763 »                                 | Classé                                         | 1947                                           | Image manquante Téléverser                                                                                |
| Château de Valbelle                                                                                        | Tourves                                     |                                                                                   | 43° 24′ 27″ nord, 5° 55′ 09″ est               | « PA00081764 »                                 | Classé Inscrit                                 | 1921 1967 2003                                 | Château de Valbelle                                                                                       |
| Ferme La Vacherie                                                                                          | Tourves                                     |                                                                                   | 43° 24′ 36″ nord, 5° 54′ 44″ est               | « PA00081762 »                                 | Classé Inscrit                                 | 1922 1989                                      | Ferme La Vacherie                                                                                         |
| Fontaine de Tourves                                                                                        | Tourves                                     | Place de l'Hôtel-de-Ville Angle de la rue Victor-Hugo                             | 43° 24′ 30″ nord, 5° 55′ 28″ est               | « PA00081765 »                                 | Inscrit                                        | 1926                                           | Fontaine de Tourves                                                                                       |
| Grotte Chuchy                                                                                              | Tourves                                     | Rimbert                                                                           | 43° 23′ 03″ nord, 5° 55′ 20″ est               | « PA00081797 »                                 | Inscrit                                        | 1992                                           | Image manquante Téléverser                                                                                |
| Oratoire Saint-Antoine-Ermite                                                                              | Tourves                                     | Avenue Charles-Gaou                                                               | 43° 24′ 24″ nord, 5° 55′ 45″ est               | « PA00081766 »                                 | Inscrit                                        | 1937                                           | Image manquante Téléverser                                                                                |
| Pont de Tourves                                                                                            | Tourves                                     |                                                                                   | 43° 23′ 23″ nord, 5° 55′ 53″ est               | « PA00081767 »                                 | Inscrit                                        | 1937                                           | Pont de Tourves                                                                                           |
| Vestiges archéologiques de Muscapeau                                                                       | Tourves                                     | Muscapeau                                                                         | 43° 26′ 46″ nord, 5° 55′ 14″ est               | « PA00081768 »                                 | Classé                                         | 1957                                           | Image manquante Téléverser                                                                                |
| Fontaine de Trans-en-Provence                                                                              | Trans-en-Provence                           | Place de l'Église                                                                 | 43° 30′ 10″ nord, 6° 29′ 12″ est               | « PA00081769 »                                 | Inscrit                                        | 1926                                           | Image manquante Téléverser                                                                                |
| Hôtel de ville de Trans-en-Provence                                                                        | Trans-en-Provence                           | Place de l'Hôtel de ville                                                         | 43° 30′ 09″ nord, 6° 29′ 10″ est               | « PA00081770 »                                 | Inscrit                                        | 1949                                           | Hôtel de ville de Trans-en-Provence                                                                       |
| Puits aérien                                                                                               | Trans-en-Provence                           |                                                                                   | 43° 30′ 00″ nord, 6° 29′ 05″ est               | « PA00081771 »                                 | Inscrit                                        | 1983                                           | Puits aérien                                                                                              |
| Abris des Eissartènes                                                                                      | Le Val                                      |                                                                                   | 43° 26′ 51″ nord, 6° 01′ 20″ est               | « PA00081796 »                                 | Inscrit                                        | 1992                                           | Image manquante Téléverser                                                                                |
| Chapelle Notre-Dame-de-Pitié du Val                                                                        | Le Val                                      | Notre-Dame R.D. 554                                                               | 43° 25′ 50″ nord, 6° 04′ 18″ est               | « PA83000009 »                                 | Inscrit Classé                                 | 1998 2000                                      | Chapelle Notre-Dame-de-Pitié du Val                                                                       |
| Château d'Orvès                                                                                            | La Valette-du-Var                           | Roberti Avenue de la Libération                                                   | 43° 08′ 40″ nord, 5° 59′ 24″ est               | « PA00125727 »                                 | Inscrit                                        | 1993                                           | Château d'Orvès                                                                                           |
| Église Saint-Jean-Devant-la-Porte-Latine de La Valette-du-Var                                              | La Valette-du-Var                           |                                                                                   | 43° 08′ 16″ nord, 5° 58′ 59″ est               | « PA00081772 »                                 | Inscrit                                        | 1944                                           | Église Saint-Jean-Devant-la-Porte-Latine de La Valette-du-Var                                             |
| Église Notre-Dame-de-Nazareth de Varages                                                                   | Varages                                     |                                                                                   | 43° 35′ 48″ nord, 5° 57′ 42″ est               | « PA00081773 »                                 | Inscrit                                        | 1971                                           | Église Notre-Dame-de-Nazareth de Varages                                                                  |
| Château de La Verdière                                                                                     | La Verdière                                 |                                                                                   | 43° 38′ 18″ nord, 5° 56′ 07″ est               | « PA00081774 »                                 | Classé                                         | 1986                                           | Château de La Verdière                                                                                    |
| Église de l'Assomption de La Verdière                                                                      | La Verdière                                 |                                                                                   | 43° 38′ 01″ nord, 5° 56′ 18″ est               | « PA00081775 »                                 | Inscrit                                        | 1947                                           | Image manquante Téléverser                                                                                |
| Châteaux d'Astros                                                                                          | Vidauban                                    | Route de Lorgues                                                                  | 43° 25′ 53″ nord, 6° 25′ 05″ est               | « PA83000019 »                                 | Inscrit                                        | 2009                                           | Image manquante Téléverser                                                                                |
| Chapelle Saint-Victor de Villecroze                                                                        | Villecroze                                  |                                                                                   | 43° 34′ 52″ nord, 6° 16′ 12″ est               | « PA00081777 »                                 | Inscrit                                        | 1972                                           | Chapelle Saint-Victor de Villecroze                                                                       |
| Chapelle des Templiers de Villecroze commanderie du Ruou                                                   | Villecroze                                  |                                                                                   | 43° 33′ 07″ nord, 6° 19′ 16″ est               | « PA00081776 »                                 | Inscrit                                        | 1929                                           | Chapelle des Templiers de Villecrozecommanderie du Ruou                                                   |
| Château de Vins                                                                                            | Vins-sur-Caramy                             |                                                                                   | 43° 25′ 57″ nord, 6° 08′ 36″ est               | « PA00081778 »                                 | Inscrit                                        | 1965                                           | Château de Vins                                                                                           |
| Vieux-Pont de Vins-sur-Caramy                                                                              | Vins-sur-Caramy                             |                                                                                   | 43° 25′ 53″ nord, 6° 08′ 33″ est               | « PA00081779 »                                 | Inscrit                                        | 1931                                           | Vieux-Pont de Vins-sur-Caramy                                                                             |